# Samsung Galaxy Beam i8530
Samsung Galaxy Beam i8530 este un smartphone cu proiector produs de Samsung. Caracteristica sa principală este un proiector DLP nHD încorporat de până la 1300 mm (50 inch) în dimensiune la 15 lumeni.
În februarie 2012, Galaxy Beam a fost prezentat la Mobile World Congress din Barcelona. Ultima actualizare Android a fost Jelly Bean.